# Matthew Kwang-Hee Choi
Matthew Kwang-Hee Choi (ur. 21 września 1977 w Seulu) – koreański duchowny katolicki, biskup pomocniczy Seulu (nominat).

## Życiorys

### Prezbiterat
Święcenia kapłańskie otrzymał 2 lica 2004 i został inkardynowany do archidiecezji seulskiej. 

### Episkopat
8 lipca 2025 papież Leon XIV mianował go biskupem pomocniczym archidiecezji seulskiej ze stolicą tytularną Elephantaria in Mauretania.